# Mehmet Ali Ağca
Mehmet Ali Ağca, turški atentator, * 9. januar 1958, Hekimhan.
Ağca je svoj prvi atentat opravil 1. februarja 1979, ko je umoril levičarskega novinarja Abdija İpekçija. Po atentatu je bil zaprt v turškem zaporu, a je pobegnil in nato 13. maja 1981 v Vatikanu streljal na papeža Janeza Pavla II. in ga ranil. Po neuspelem atentatu je bil 22. julija 1981 obsojen na dosmrtno ječo. 19 let zaporne kazni je preživel v Italiji, nato pa je bil izročen Turčiji, kjer je bil zaprt nadaljnjih 10 let. 18. januarja 2010 je bil pomiloščen in izpuščen iz zapora. Ağca se je v medijih opredelil kot plačanec brez politične orientacije, znano pa je, da je bil pripadnik turške ultra-nacionalistične organizacije Sivi volkovi.